# سائو پائولو (ایالت)
ایالت سائو پائولو یکی از ایالت‌های کشور برزیل است. این ایالت مرکز اقتصاد این کشور است.
موقعیت این ایالت در برزیل جنوب شرقی است و مهم‌ترین شهر آمریکای جنوبی است.